# Irvin McDowell

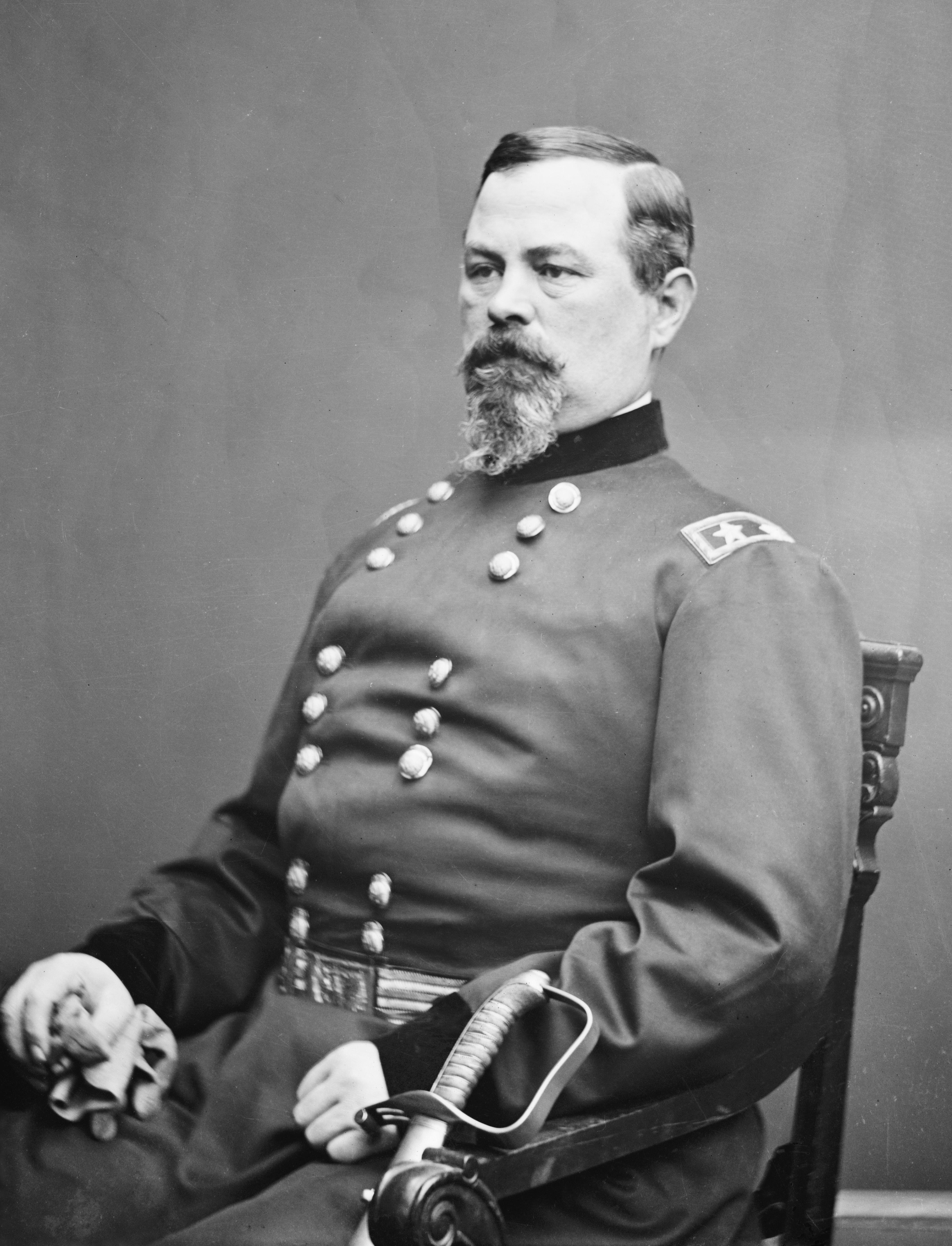
General Irvin McDowell

Irvin McDowell (15 de octubre de 1818 - 4 de mayo de 1885) fue un oficial del ejército estadounidense de carrera. Es más conocido por su derrota en la Primera Batalla de Bull Run, la primera batalla a gran escala de la guerra civil estadounidense. En 1862, se le dio el mando del I Cuerpo del Ejército del Potomac. Luchó sin éxito contra las tropas de Stonewall Jackson durante la Campaña del Valle de 1862, y se le culpó por contribuir a la derrota de las tropas de Estados Unidos en la Segunda Batalla de Bull Run en agosto.

## Primeros años
McDowell nació en Columbus, Ohio, hijo de Abram Irvin McDowell y Eliza Seldon McDowell. Era primo político de John Buford, y su hermano, John Adair McDowell, fue el primer coronel del 6.º Regimiento de Infantería Voluntaria de Iowa durante la Guerra Civil.2] Irvin asistió inicialmente al Colegio de Troyes en Francia antes de graduarse de la Academia Militar de los Estados Unidos en 1838, donde uno de sus compañeros fue P. G. T. Beauregard, su futuro adversario en la Primera Batalla de Bull Run. Fue comisionado como subteniente y destinado a la 1.ª Artillería de los Estados Unidos. McDowell sirvió como instructor de tácticas en West Point, antes de convertirse en ayudante de campo del General John E. Wool durante la Guerra México-Americana. Fue nombrado capitán de Buena Vista y sirvió en el departamento del Ayudante General después de la guerra. Mientras estaba en ese departamento fue ascendido a mayor el 31 de mayo de 1856.
Entre 1848 y 1861, McDowell generalmente sirvió como oficial de Estado Mayor para líderes militares de alto rango, y desarrolló experiencia en logística y suministros. Desarrolló una estrecha amistad con el General Winfield Scott mientras servía en su equipo. También sirvió bajo el mando del futuro general confederado Joseph E. Johnston.

## Guerra Civil
McDowell fue ascendido a general de brigada en el ejército regular el 14 de mayo de 1861 y se le dio el mando del Ejército del Noreste de Virginia. El ascenso se debió en parte a la influencia de su mentor, el Secretario del Tesoro Salmon P. Chase. Aunque McDowell sabía que sus tropas no tenían experiencia y no estaban preparadas, y protestó que era un oficial de suministros, no un comandante de campo, la presión de los políticos de Washington lo obligó a lanzar una ofensiva prematura contra las fuerzas confederadas en el norte de Virginia. Su estrategia durante la Primera Batalla de Bull Run fue imaginativa pero ambiciosamente compleja, y sus tropas no tenían la experiencia suficiente para llevarla a cabo con eficacia, lo que resultó en una derrota embarazosa.
Después de la derrota en Bull Run, el General de División George B. McClellan fue puesto al mando del nuevo Ejército de la Unión en defensa de Washington, el Ejército del Potomac. McDowell se convirtió en comandante de división en el Ejército del Potomac. El 14 de marzo de 1862, el presidente Lincoln emitió una orden para formar el ejército y McDowell tomó el mando del I Cuerpo, así como un ascenso a mayor general de voluntarios. Cuando el ejército partió hacia la Península de Virginia en abril, el comando de McDowell fue destacado para trabajar en el área de Rappahannock debido a la preocupación por las actividades de Stonewall Jackson en el Valle de Shenandoah (una división fue luego enviada a la Península).
Finalmente, los tres comandos independientes de los generales McDowell, John C. Frémont y Nathaniel P. Banks se combinaron en el Ejército de Virginia del general de división John Pope y McDowell dirigió el III Cuerpo de ese ejército. Debido a sus acciones en Cedar Mountain, McDowell fue finalmente nombrado General de División en el ejército regular; sin embargo, se le culpó por el desastre subsiguiente en la Segunda Batalla de Bull Run. McDowell también era ampliamente despreciado por sus propias tropas, que creían que estaba confabulado con el enemigo. Escapó de la culpabilidad testificando contra el General de División Fitz John Porter, a quien Pope juzgó en consejo de guerra por supuesta insubordinación en esa batalla. Pope y McDowell no se caían bien, pero McDowell toleraba servir bajo su mando con el pleno conocimiento de que él mismo seguiría siendo general una vez terminada la guerra, mientras que Pope volvería a tener el rango de coronel. A pesar de esta colaboración, McDowell no recibió nuevas asignaciones para los próximos dos años.

## Servicio posterior y carrera posguerra
En julio de 1864, a McDowell se le dio el mando del Departamento del Pacífico. Más tarde comandó el Departamento de California del 27 de julio de 1865 al 31 de marzo de 1868, comandó brevemente el Cuarto Departamento Militar y luego el Departamento del Este del 16 de julio de 1868 al 16 de diciembre de 1872. El 25 de noviembre de 1872 fue promovido a Mayor General. El 16 de diciembre de 1872, McDowell sucedió al General George G. Meade como comandante de la División Militar del Sur, y permaneció hasta el 30 de junio de 1876. Desde el 1 de julio de 1876 fue comandante de la División del Pacífico. En 1882, el Congreso impuso una edad de jubilación obligatoria de 64 años para los oficiales militares, y McDowell se jubiló el 14 de octubre de ese año.
En 1879, cuando una junta de revisión comisionada por el presidente Rutherford B. Hayes emitió su informe recomendando un indulto para Fitz John Porter, atribuyó gran parte de la pérdida de la Segunda Batalla de Bull Run a McDowell. En el informe, se le describía como indeciso, poco comunicativo e inepto, sin responder repetidamente a las peticiones de información de Porter, sin transmitir a Pope la información de la posición de Longstreet y sin tomar el mando del ala izquierda del Ejército de la Unión, como era su deber en virtud de los Artículos de la Guerra.
Después de su retiro del ejército, el General McDowell ejerció su afición por la jardinería, sirviendo como Comisionado del Parque de San Francisco, California, hasta su muerte por ataque cardíaco el 4 de mayo de 1885. Está enterrado en el Cementerio Nacional de San Francisco en el Presidio de San Francisco.